# My Ideal (Album)
My Ideal ist ein Musikalbum von Catherine Russell und Sean Mason. Die wohl 2023 entstandenen Aufnahmen erschienen am 23. August 2024 auf Dot Time Records.

## Hintergrund
Die Sängerin Catherine Russell interpretierte, begleitet von dem zum Zeitpunkt der Aufnahme 25-jährigen Pianisten Sean Mason, elf Songs aus der Frühzeit des Jazz bis in die 1950er-Jahre. Darunter sind Songs wie „Ain’t That Love“ von Ray Charles, das durch Peggy Lee bekannte „Waiting for the Train“ aus dem Jahr 1945, das von Frank Sinatra aufgenommene „South to a Warmer Place“ und Clara Smith‘ Blues „Ain’t Got Nobody to Grind My Coffee“ aus dem Jahr 1928. Der Titelsong „My Ideal“ wurde 1930 von Maurice Chevalier vorgestellt. Russell sagte: „Mit dem grandiosen Pianisten Sean Mason zu singen, gibt einem die Freiheit, Spaß zu haben und ganz im Moment zu sein.“

## Titelliste
- Catherine Russell and Sean Mason: My Ideal (Dot Time Records)

1. A Porter’s Love Song (To a Chambermaid) (James P. Johnson, Andy Razaf) 4:55
2. I Don’t Need No Doctor (Nick Ashford, Valerie Simpson, Jo Armstead) 3:01
3. My Ideal (Leo Robin, Richard A. Whiting, Newell Chase) 4:39
4. You Stayed Away Too Long (George Whiting, J.C. Johnson, Nat Schwartz) 3:17
5. On the Sentimental Side (James V. Monaco, Johnny Burke) 3:11
6. Ain’t That Love (Ray Charles) 4:25
7. The Best Things Happen While You’re Dancing (Irving Berlin) 3:15
8. Ain’t Got Nobody to Grind My Coffee (Bud Allen, Clarence Williams) 3:37
9. You Can Depend on Me (Charles Carpenter, Louis Dunlap, Earl Hines) 3:13
10. South to a Warmer Place (Alec Wilder, Loonis McGlohon) 5:44
11. Waiting for the Train to Come In (Sunny Skylar, Martin Block) 3:49

## Rezeption

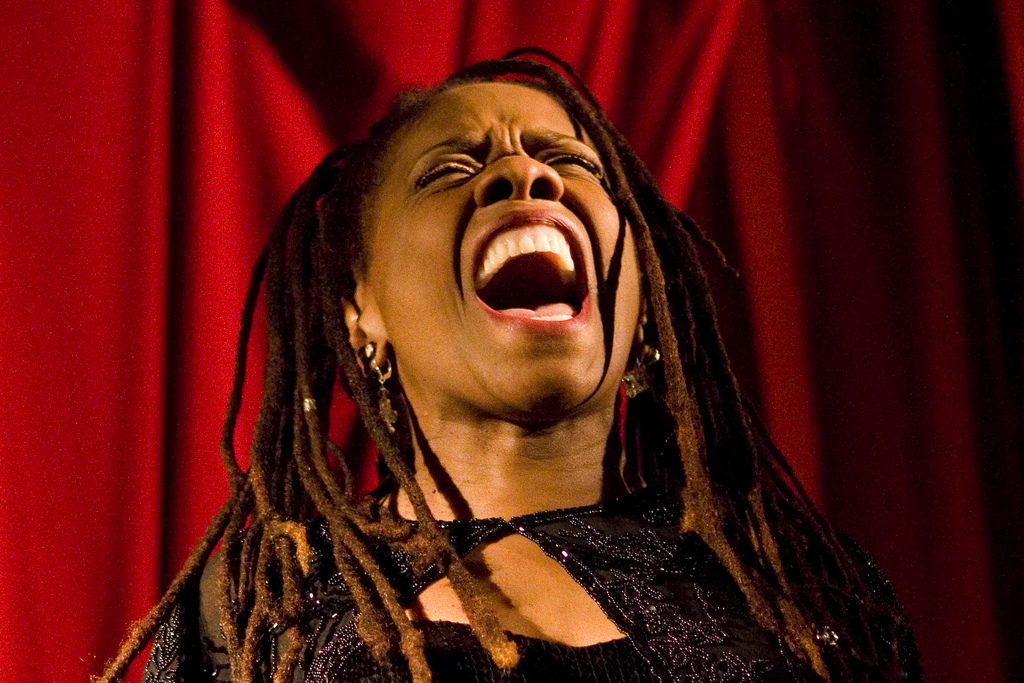
Catherine Russell (2009)

Die Kombination von Stimme und Klavier kann eine Einfachheit, eine Freiheit hinsichtlich des Dialogs, eine Richtigkeit haben, wie sich auch hier zeige, schrieb  Sebastian Scotney (The Arts Desk). My Ideal mit seinen elf Songs aus den frühen Tagen des Jazz bis in die 1950er-Jahre sei mit den klassischen Duo-Alben von Ella Fitzgerald mit Ellis Larkins (wie Songs in a Mellow Mood von 1954) oder dem großartigen Duo Tony Bennett und Bill Evans zu vergleichen, und es sei in der Tat ein sehr schönes und erhebendes Album. Dessen Höhepunkt sei „Ain’t That Love“, welches die intime Atmosphäre des Duos besonders gut zeige. Sängerin Catherine Russell und Pianist Sean Mason würden den Hit von Ray Charles aus dem Jahr 1957 offensichtlich bis ins Mark kennen, aber [durch die stark reduzierte Besetzung] bleibe Bemerkenswertes übrig: eine überzeugende und doch völlig andere Interpretation des Songs. Sean Masons R&B-orientiertes Klavierspiel sei hier ein Hochgenuss, insbesondere der Moment, in dem er Russell plötzlich Stille schenke.
Tim Larsen stellte in seiner Besprechung (Jazzviews) fest, My Ideal sei „ein atemberaubendes Album“ und „ein wahrer Hörgenuss.“ Russell liebe es beispielsweise, Lieder der klassischen Bluessängerinnen aufzuführen: Ihre Interpretation von „Ain't Got Nobody To Grind My Coffee“ sei zugleich originalgetreu und erfrischend modern; sie fange mit Masons Barrelhouse-Piano, das auch in einem Speakeasy in New Orleans gut geklungen hätte, die rohen Emotionen und die erzählerische Essenz des Blues ein. In Irving Berlins „The Best Things Happen While You're Dancing“ habe die Art in der Russell dieses Lied vortrat, etwas fast Kindliches; die Freude in ihrer Stimme schimmere immer durch und lasse jede Phrase wie ein Fest klingen. Mason passe sich dabei ihren Tempovariationen, Pausen und der Betonung von Noten und Phrasen an.
Werner Stiefele schreibt in seiner Rezension von My Ideal für das Magazin Rondo, dass Russell dort an die Songs der 1920er Jahre anknüpfte und diese so kraftvoll singe, wie dies einst die ohne Mikrofon auftretenden Sängerinnen, wobei Mason sie im historischen Stride-Stil begleite. „Catherine Russell und Sean Mason passen wunderbar zusammen. Sie hat die volle, markante Stimme und er begleitet mit wohldosierten Akzenten, passt sich an, lässt ihr Raum und tritt als gleichberechtigter Partner nach vorn. Dieser Nostalgietrip wirkt gekonnt old-fashioned und spiegelt die Liebe der beiden zum frühen Jazz und Entertainment.“
Das Album erhielt Ende 2024 eine Nominierung in der Kategorie Grammy-Award für das beste Jazzgesangs-Album-